# Daniel Vigne
Daniel Vigne (Moulins, 12 ottobre 1942) è un regista e sceneggiatore francese, noto a livello internazionale dal 1983 per il film Il ritorno di Martin Guerre.

## Biografia
Daniel Vigne inizia la sua carriera come aiuto regista di Claude Lelouch nel 1968.
Nel 1972 esordisce alla regia con il lungometraggio Regolamento di conti (Les hommes) una coproduzione italo-francese.
Nel 1982 scrive e dirige il film sul vero caso giudiziario di Martin Guerre dal titolo Il ritorno di Martin Guerre. Per tale opera riceverà il premio premio César nel 1983.

## Filmografia parziale

### Regista

#### Cinema
- Regolamento di conti (1972)
- Il ritorno di Martin Guerre (1982)
- Alta, bella e pericolosa (1985)
- Commedia d'estate (1989)
- Le mal des femmes (2000)
- Jean de La Fontaine - Le défi (2007)
- Martin guerre, retour au village (2014)[1] - documentario

#### Sceneggiatore
- Il ritorno di Martin Guerre (1982)
- La puttana del re, regia di Axel Corti (1990)
- Sommersby, regia di Jon Amiel (1993)

#### Televisione
- Histoires peu ordinaires (1976) - serie TV
- I viaggiatori delle tenebre (un episodio) (1987) - serie TV
- La Peur (1992) - film TV
- Highlander (episodio The Beast Below) (1993) - serie TV
- Noël et après (1995) - film TV
- Le juge est une femme (episodio: Drôle de jeu)  (1997) - serie TV
- Pêcheur d'Islande (1996)  - film TV
- Maintenant et pour toujours (1998) - film TV
- La Kiné (1999) - miniserie TV
- Fatou la Malienne (2001) - film TV
- L'Enfant des lumières  (2002) - film TV
- Fatou, l'espoir (2003) - film TV
- Un fils sans histoire (2004) - film TV
- Les Aventuriers des mers du Sud (2006) - film TV

### Aiuto regista
- 13 jours en France, regia di Claude Lelouch e François Reichenbach (1968) - documentario
- La vita, l'amore, la morte (La Vie, l'Amour, la Mort), regia di Claude Lelouch (1969)
- L'avventura è l'avventura (L'aventure c'est l'aventure), regia di Claude Lelouch (1972)

## Riconoscimenti
- premio César nel 1983 per Il ritorno di Martin Guerre per la migliore sceneggiatura o adattamento originale[2]
- premio FIPA a Biarritz per la migliore narrativa alla FIPA 2001 per Fatou la Malienne.[3]
- premio 7 d'or per il miglior film tv per Fatou la Malienne.[3]
- premio miglior regia all'Ischia Film Festival per Jean de La Fontaine – Le défi (2007)